# Desa Bojongmanik (administrativ by i Indonesien, lat -6,58, long 106,16)
Desa Bojongmanik är en administrativ by i Indonesien.   Den ligger i provinsen Banten, i den västra delen av landet, 90 km sydväst om huvudstaden Jakarta.